# ギリェルメ・コスタ・マルケス
ギリェルメ (Guilherme) ことギリェルメ・コスタ・マルケス（ポルトガル語: Guilherme Costa Marques, 1991年5月21日 - ）は、ブラジル・リオデジャネイロ州トレス・リオス出身のサッカー選手。ポジションはFW。

## クラブ歴
SCブラガの下部組織出身で、トップチームに昇格したが出場機会は多くなかった。2014年1月にレギア・ワルシャワへレンタル移籍すると、1年後には完全移籍した。
2018年1月16日、セリエAのベネヴェント・カルチョへ加入。後半戦で12試合出場2得点を記録したが、クラブはセリエBへ降格。2018-19シーズンはイェニ・マラティヤスポルへシーズンローンとなった。

## タイトル
レギア・ワルシャワ
- エクストラクラサ : 2013-14, 2015-16, 2016-17, 2017-18
- プハル・ポルスキ : 2014-15, 2015-16, 2017-18

トラブゾンスポル
- テュルキエ・クパス : 2019-20